# The Showdown (film 1915)
The Showdown è un cortometraggio muto del 1915. Il nome del regista non viene riportato nei credit del film che, prodotto dalla Reliance Film Company, aveva come interpreti Margery Wilson, Pearl Elmore, Maxfield Stanley, Raymond Wells.

## Trama
Bennie, uscito dal riformatorio, promette al suo consigliere spirituale, il cappellano, di rigare d'ora in avanti sempre dritto. Arrivato in una grande città, si mette alla ricerca di un lavoro onesto dopo avere trovato posto in una piccola pensione. Nella stessa pensione sono ospiti Annie Evans, una commessa, e Billings, un batterista che fa una corte pressante alla ragazza. I due lavorano nello stesso magazzino e quando Billings si rende conto che Annie non gli cederà, la fa licenziare, pensando in tal modo a costringerla a ricorrere a lui quando si troverà alle strette. Dato che si trova ben presto in arretrato con i pagamenti dell'affitto, Annie si trova costretta ad accettare a malincuore ad accettare i soldi che Billings le offre. Bennie, equivocando i termini del loro rapporto, crede che Annie sia una poco di buono e non si fa molti scrupoli a rubarle il denaro che gli serve per sopravvivere, non avendo ancora trovato un lavoro. Annie, invece, ha deciso di restituire il denaro ma, quando scopre il furto, crede che ormai non ci sia niente da fare e accompagna Billings in una stanza. Nel frattempo, Bennie è riuscito finalmente a trovare un lavoro e, adesso, torturato dal rimorso di avere rotto la promessa fatta al cappellano, va a restituire il denaro. Nella stanza di Annie scopre un biglietto che gli rivela la verità e che la ragazza è solo una vittima innocente. Corre allora al caffè dove i due hanno appuntamento e riesce appena in tempo a salvarla da quell'uccello da preda.

## Produzione
Il film fu prodotto dalla Reliance Film Company-

## Distribuzione
Distribuito dalla Mutual, uscì nelle sale cinematografiche degli Stati Uniti il 28 giugno 1915.